# Clifford Castle
Clifford Castle är ett slott i Storbritannien.   Det ligger i grevskapet Herefordshire och riksdelen England, i den södra delen av landet, 210 km väster om huvudstaden London. Clifford Castle ligger 82 meter över havet.
Terrängen runt Clifford Castle är kuperad åt nordost, men åt sydväst är den platt. Clifford Castle ligger nere i en dal. Runt Clifford Castle är det ganska tätbefolkat, med 93 invånare per kvadratkilometer. Närmaste större samhälle är Kington, 12,5 km norr om Clifford Castle. Trakten runt Clifford Castle består i huvudsak av gräsmarker.